# ロジャー・セッションズ
ロジャー・セッションズ（Roger Sessions、1896年12月28日 - 1985年3月16日）は、アメリカ合衆国の作曲家、音楽評論家、音楽教育者である。

## 生涯
- 1896年、ニューヨークのブルックリン区で裕福な家庭の子として生まれる。
- 14歳（1911年）、ハーバード大学に入学し、音楽の勉強を始める。
- ハーバード大学では、『ハーバード・ミュージック・レビュー』のために多くの記事を書き、また編集も行っている。この経験が、後の音楽評論家としての活躍の原点になっている。
- 18歳（1915年）、ハーバード大学卒業。引き続き、イェール大学にて、ホレイショ・パーカーとエルネスト・ブロッホに師事する。
- 20歳（1920年）、スミス大学に就職。
- 初期の重要な作品は20代から30代にかけての8年間のヨーロッパ旅行の間に作曲されている。
- 36歳（1933年）、アメリカへ帰国。プリンストン大学へ就職する。
- 68歳（1965年）、プリンストン大学を退職。
- 77歳（1974年）、アメリカの作曲界への貢献が認められ、ピューリッツァー賞の芸術部門で特別賞を受ける[1]。
- 85歳（1982年）、《管弦楽のための協奏曲》でピューリッツァー音楽賞を受賞[2]。
- 以後、86歳まで、ジュリアード音楽院などで講師として教鞭をとる。教え子に、大澤寿人、ディカ・ニューリンがいる。
- 1985年、88歳で死去。

## 作風
- 1930年ころまでの作品は新古典主義風である。
- 1930年から1950年ころまでの作品は複雑な和声が特徴となっている。

## 主要作品
- 交響曲第1番 (1927年)
- The Black Maskers Orchestral Suite (1928年)
- ピアノソナタ第1番 (1930年)
- ヴァイオリン協奏曲 (1935年)
- 弦楽四重奏曲第1番 (1936年)
- ヴァイオリンとピアノのための二重奏曲 (1942年)
- 私の日記から (1940年)
- ピアノソナタ第2番 (1946年)
- 交響曲第2番 (1946年)
- The Trial of Lucullus (1947年)（1幕からなるオペラ）
- 弦楽四重奏曲第2番 (1951年)
- 独奏ヴァイオリンのためのソナタ (1953年)
- Idyll of Theocritus (1954年)
- ピアノ協奏曲 (1956年)
- 交響曲第3番 (1957年)
- 交響曲第4番 (1958年)
- 弦楽四重奏曲 (1958年)
- ディヴェルティメント (1959年)
- モンテスマ (1963年)（3幕からなるオペラ）
- 交響曲第5番 (1964年)
- ピアノソナタ第3番 (1965年)
- 交響曲第6番 (1966年)
- チェロのための6つの小品 (1966年)
- 交響曲第7番 (1967年)
- 交響曲第8番 (1968年)
- 管弦楽のための狂詩曲 (1970年)
- ヴァイオリンとチェロのための協奏曲 (1971年)
- When Lilacs Last in the Dooryard Bloom’d (1971年)
- 室内管弦楽のための小協奏曲 (1972年)
- ピアノのための5つの小品 (1975年)
- 交響曲第9番 (1978年)
- 管弦楽のための協奏曲 (1981年)
- ヴァイオリンとチェロのための二重奏曲 (1981年)（未完）